# Джевце (Мендзиходський повіт)
Джевце (пол. Drzewce, нім. Waldtrift) — село в Польщі, у гміні Мендзихуд Мендзиходського повіту Великопольського воєводства.
Населення — 87 осіб (2011).

## Демографія
Демографічна структура станом на 31 березня 2011 року:
|          | Загалом | Допрацездатний вік | Працездатний вік | Постпрацездатний вік |
| -------- | ------- | ------------------ | ---------------- | -------------------- |
| Чоловіки | 48      | 12                 | 31               | 5                    |
| Жінки    | 39      | 10                 | 23               | 6                    |
| Разом    | 87      | 22                 | 54               | 11                   |